# Schlinigtal

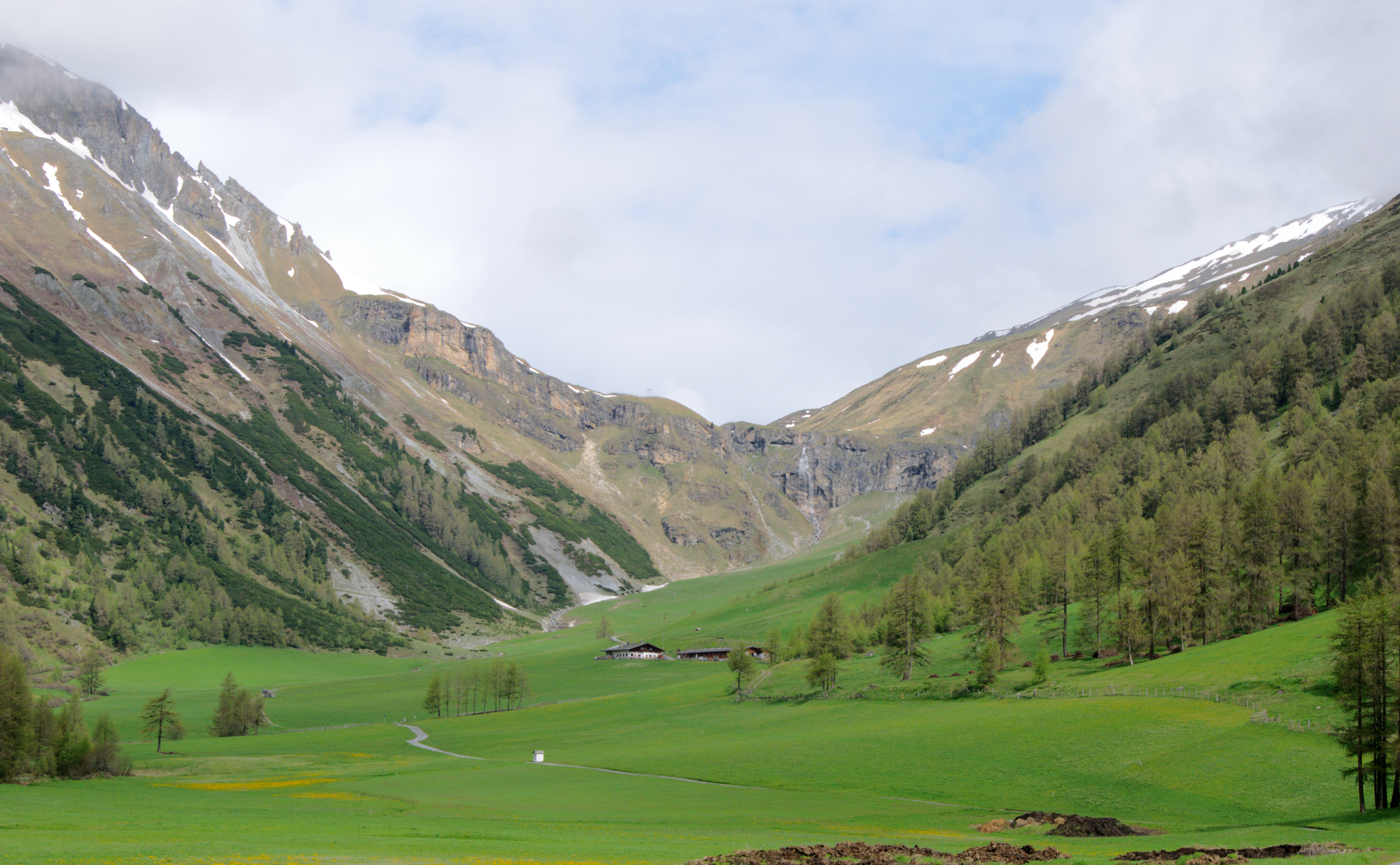
Das Schlinigtal oberhalb der Ortschaft Schlinig

Das Schlinigtal, auch einfach Schlinig oder Schliniger Tal genannt (italienisch Val Slingia), ist ein Seitental des Vinschgaus bzw. oberen Etschtals im äußersten Westen Südtirols in Italien. Es zweigt bei Schleis in westliche Richtung ab und führt später in nordwestlicher Richtung in die Berge der Sesvennagruppe hinein. Das gesamte Tal mit der Fraktion Schlinig gehört administrativ zur Gemeinde Mals.
Das Schlinigtal wird vom zwölf Kilometer langen Metzbach (auch Schlinigbach) entwässert, der bei Schleis in die Etsch mündet und im Talhintergrund als Wasserfall eine hohe Felsenstufe überwindet. Das Tal hat einen schluchtartigen nach Westen ausgerichteten Eingang. Hinter dem Polsterhof geht es in ein V-Tal über und schwenkt nach Nordwesten. Noch im Taleingangsbereich zweigt das bedeutendste Seitental ab, das Arundatal, das anfangs in südwestliche Richtung strebt, später aber ebenfalls nach Nordwesten schwenkt und dann parallel zum Schlinigtal verläuft. Den Abschluss des Schlinigtals bildet der Schlinigpass auf 2309 m s.l.m.
Im Bereich des kleinen Haufendorfs Schlinig weitet sich das Schlinigtal zur U-Form. Nach einem kurzen Abschnitt als weiter, flacher Wiesenboden bis zur Schlinig-Alm hin steigt das Gelände wieder deutlich an und endet an der Schwarzen Wand im Talhintergrund ganz abrupt. Das Schlinigtal ist von Burgeis aus über eine Straße erreichbar.
Umgeben ist das Schlinigtal von Bergen der Sesvennagruppe, die es im Süden zum Münstertal, im Norden zu Zerz sowie im Westen zum Val S-charl und Val d’Uina im Schweizer Kanton Graubünden hin begrenzen. Zu den bedeutendsten Gipfeln, die sich über dem Talschluss erheben, zählen unter anderem der Piz Rasass (2941 m), der Piz Rims (3067 m), der Schadler (2948 m) und der Muntpitschen (3161 m). Für Bergsteiger erschlossen ist der Talschluss durch die Sesvennahütte.

## Weblinks

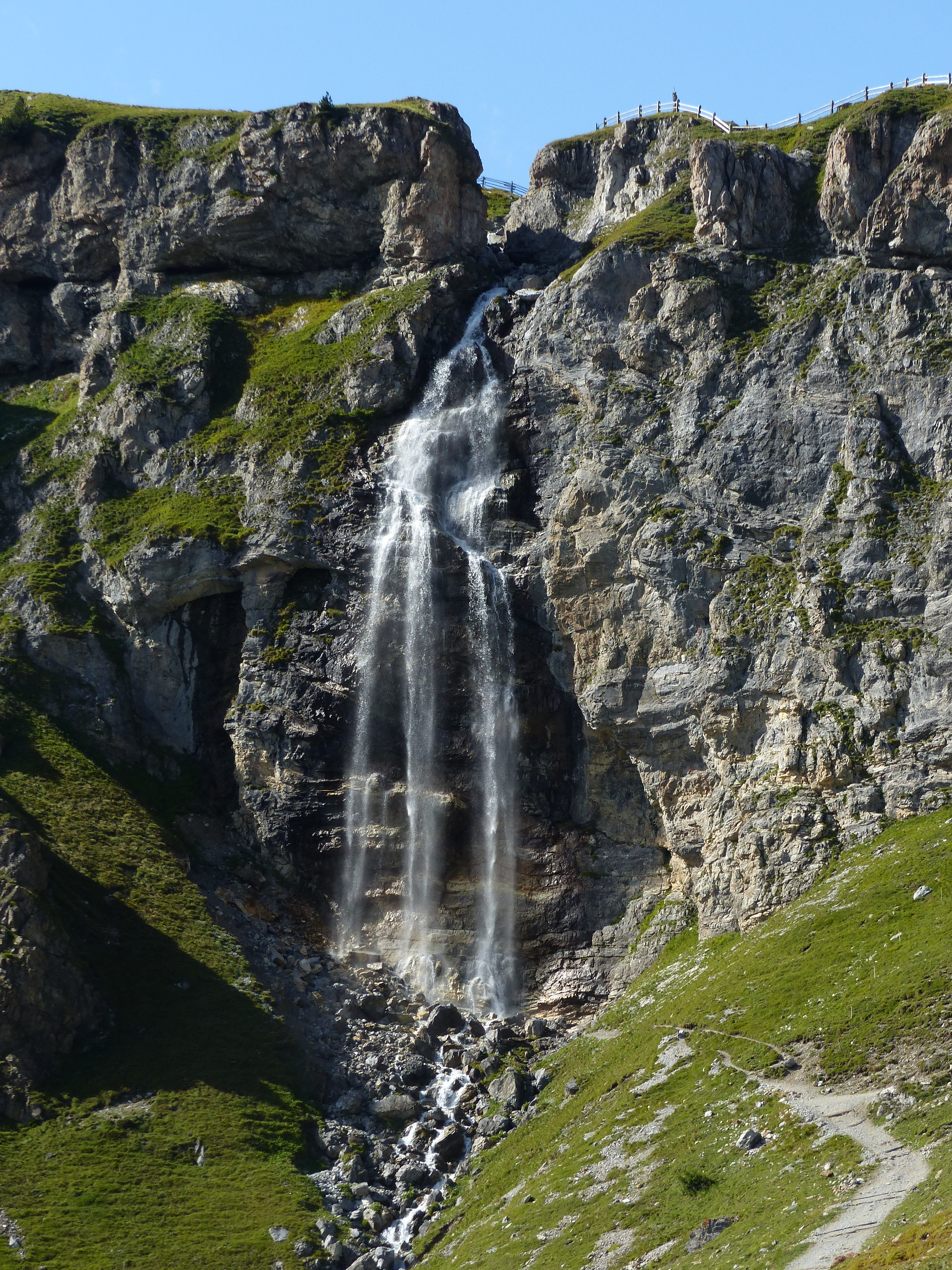
Schwarzwand-Wasserfall